# HD 69682
HD 69682，又名BD+54 1217，SAO 26788、HR 3258，是一颗恒星，视星等为6.49，位于銀經164.78，銀緯34.55，其B1900.0坐标为赤經8h 12m 51.8s，赤緯+53° 34.55′ 23″。